# Rio Glavacioc
O Rio Glavacioc é um rio da Romênia, afluente do Câlniştea, localizado no distrito de Argeş,
Teleorman,
Giurgiu.